# Brněnské krematorium
Brněnské krematorium je budova hřbitovní síně s krematoriem na Ústředním hřbitově v Brně. Krematorium bylo postaveno podle plánů Arnošta Wiesnera v letech 1926–1929 v Jihlavské ulici, v katastrálním území Štýřice, na jižním okraji brněnské městské části Brno-střed.

## Historie
Od počátku 20. století probíhaly v Brně úvahy o vybudování hřbitovní síně i s krematoriem. V roce 1911 byla v Brně ustavena pobočka vídeňského spolku Die Flamme a v roce 1921 vznikl spolek Krematorium. Mezitím roku 1919 došlo k uzákonění možnosti pohřbu žehem a v únoru 1923 město určilo místo samostatné stavby krematoria na vyvýšenině nad Ústředním hřbitovem na pozemku ležícím tehdy v katastrálním území Bohunice.
4. května 1925 byla vypsána soutěž na architektonický návrh stavby, k účasti na níž byli vyzváni kromě Arnošta Wiesnera ještě Pavel Janák, Vladimír Škára a Antonín Blažek. Komise, v níž zasedl krom jiných architekt Bohuslav Fuchs, akceptovala Wiesnerův návrh na posunutí staveniště blíže k Jihlavské ulici a požádala jej spolu s Janákem o předložení přepracovaných projektů zohledňujících připomínky. Z nich pak vybrala návrh Wiesnerův.
Samotná stavba byla realizována v letech 1926–1929 a první kremační rozloučení se uskutečnilo 8. dubna 1930. Téhož dne došlo i k prvnímu zpopelnění.
Od roku 1958 je krematorium spolu s obřadní síní a areálem Ústředního hřbitova kulturní památkou. Společně s kolumbáriem bylo v roce 2017 prohlášeno národní kulturní památkou České republiky.

## Architektura
Brněnské krematorium je jedinou sakrálně-kultovní stavbou Arnošta Wiesnera, který v jeho stavbě usiloval o nový výraz pro absolutní architekturu, jež by se vyrovnala egyptské pyramidě a křesťanskému kostelu. Stavbu tvoří celek navzájem oddělených jednotlivých částí. Vnější formě dominuje bílé těleso obřadní budovy, obklopené travertinovými pilíři, která je vnímána v symbolické rovině jako rakev obklopená pozůstalými. Tato část budovy vystupuje z rudé horizontální podnože propojené s terénem mohutným schodištěm. Namísto obřadní síně Wiesner vytvořil uzavřený dvůr, osvětlený přírodním světlem z proskleného stropu. V pravém křídle umístil místnosti pro lékaře, pitevnu a umrlčí komory. Ke spalovacímu prostoru za obřadním krytým dvorem přiléhal komín, který podle symboliky zajišťoval spojení s nebem. Venkovní prostranství vpravo i vlevo je uzavřeno ze dvou stran pergolami.